# Christine Mahy
Christine Mahy, née le 18 septembre 1960, est une militante belge contre la pauvreté et travailleuse socioculturelle. Elle est secrétaire générale et politique du Réseau wallon de lutte contre la pauvreté (RWLP). Elle siège au conseil de régence de la Banque nationale de Belgique,. Elle a également présidé le Réseau Belge de Lutte contre la Pauvreté (BAPN).

## Enfance et études
Née à Marloie en Belgique dans une famille populaire sans engagement politique particulier, elle est la benjamine d'une fratrie de quatre filles. Elle suit des études secondaires à l'école de Jemelle, un établissement considéré comme populaire à Marche-en-Famenne. Elle entreprend ensuite des études d'assistance sociale.

## Travail social et militantisme
Après ses études, elle choisit de travailler dans une cité d’habitations sociales de Marche-en-Famenne où vivent notamment des familles issues de l'immigration turque. Elle y crée l’association sans but lucratif « La Chenille » (1982-1995) : une école de devoirs et d’animations de quartier dans une maison appartenant à la société de logements La Famennoise et dont elle paie le loyer. Elle y développe la conviction que le travail social et l'action culturelle sont indissociables dans une perspective d'éducation permanente.
Durant la même période, Christine Mahy travaille à la Maison de la Culture de Marche (1984-1990), avant d’en devenir la directrice (1991-1998). En 1998, elle crée avec Daniel Seret (son compagnon, artiste peintre engagé) l'association sans but lucratif Miroir Vagabond qui organise diverses animations culturelles en vue de l'émancipation des populations locales : bibliothèques itinérantes, alphabétisation, festivals d'art, théâtre-action... Elle y devient salariée au début des années 2000. Elle s’investit ensuite dans l’asbl Centre de Médiation des Gens du Voyage en Wallonie.
Après son licenciement de la Maison de la culture de Marche, Christine Mahy devient présidente du Réseau Wallon de Lutte contre la Pauvreté en 2005-2006. Cette asbl est composée de 35 associations membres et au travail avec un ensemble de partenaires pour lutter contre la pauvreté. Christine Mahy veut y insuffler une démarche participative en y impliquant davantage les bénéficiaires. Elle défend diverses causes liées à la pauvreté auprès des pouvoirs publics : logement, suppression du statut de cohabitant, aide financière pour les victimes des inondations de 2021 ou durant la crise sanitaire, réforme du contrôle des pensionnés bénéficiaires de la Grapa... Elle en devient secrétaire générale en 2010,,.

## Prix et distinctions
En 2005, elle reçoit le prix Bologne-Lemaire de Wallonne de l’année,.
En 2012, elle est élevée au rang de chevalier du Mérite wallon. 
En 2019, elle est faite Docteure Honoris Causa par l'Université de Liège.
En 2022, elle est la première représentante de la société civile élue au Conseil de régence de la Banque nationale de Belgique.